# Fredriksdalsviken (naturreservat)
Fredriksdalsviken är ett naturreservat vid en vik av Araslövssjön i Kristianstads kommun i Skåne län.
Området är naturskyddat sedan 1991 och är 92 hektar stort. Reservatet består av strandängar och ingår i våtmarksområdet kring Helge ås nedre lopp.